# Коренище
Коренището (също ризом) е видоизменено подземно растително стебло, от което излизат корени и филизи. Коренищата се развиват от аксиларни пъпки и растат хоризонтално. Те имат способността да дават начало на нови филизи и да растат вертикално. Неговата функция е почти еднаква с функцията на корена. Среща се при папрата, където е предшественик на същинските корени. При ягодата коренището служи и за размножаване.
Ризомът е главното стъбло на растението. По принцип той има къси междувъзлия, пуска корени от долната част на възлите и създава нови вертикално растящи филизи от горната част на възлите. Клубенът е удебелена част от коренище или от столон, която се използва като орган за съхранение. Той обикновено има високо съдържание на нишесте.
Ако коренището се отдели, всяка част от него може да доведе до поникването на ново растение. В него се съхранява нишесте, протеини и други хранителни вещества, които служат за образуването на филизи, например ако растението загине през зимата. Този процес е познат като вегетативно размножаване и се използва от земеделците и градинарите за размножаване на определени растения.
Някои коренища, които се използват директно за готвене, включват джинджифил, куркума, индийски лотос и Boesenbergia rotunda.
Съществуват растения, чиито коренища растат над земята или на нивото на повърхността (например ириси и папрати).